# グルコース-1,6-ビスリン酸
グルコース-1,6-ビスリン酸（英語: glucose 1,6-bisphosphate）は、グルコース-1-リン酸の誘導体。
グリコーゲン合成代謝経路においてグルコース-1,6-ビスリン酸は、グルコース-1,6-ビスリン酸シンターゼによりグルコース-6-リン酸をグルコース-1-リン酸に変換する際の中間体である。